# مدينة إمبراطورية حرة

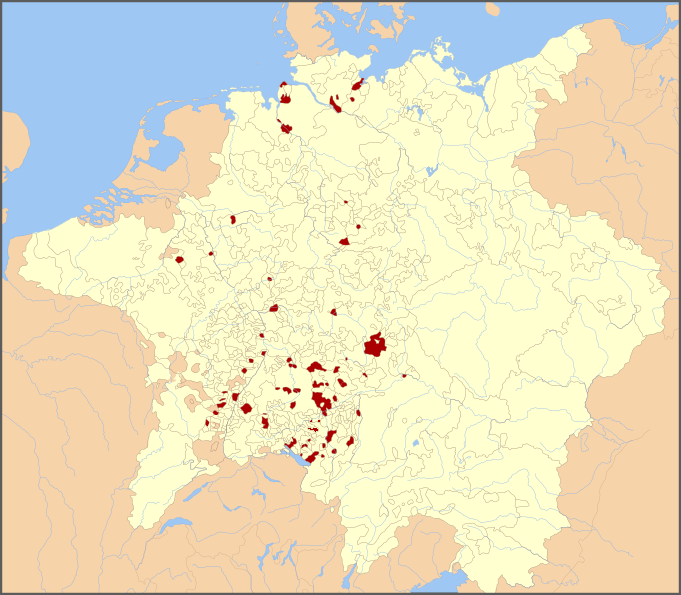

الإمبراطورية الحرة أستخدم من القرن الخامس عشر للدلالة على مدينة حكم ذاتي لها قدر معين من الاستقلالية ويتم تمثيلها في البرلمان الامبراطوري. كانت المدينة الإمبراطورية تحتل مكانة الإمبراطورية الفورية، وعلى هذا النحو، كانت تابعة مباشرة للإمبراطور الروماني المقدس فقط، مقارنةً بالمدينة أو البلدة الإقليمية (لاندستادت) التي كانت تابعة لأمير الإقليم - سواء كان ربًا كنسيًا أو أسقف وما إلى ذلك.